# سیارک ۵۸۹۶
سیارک ۵۸۹۶ (به انگلیسی: 5896 Narrenschiff، نامگذاری:1982VV10) پنج هزار و هشتصد و نود و ششمین سیارک کشف شده‌است که در ۱۲ نوامبر ۱۹۸۲ کشف شد.
قدر مطلق سیارک برابر ۱۳٫۸۰ است.